# Palaeomystis mabillaria
Palaeomystis mabillaria är en fjärilsart som beskrevs av Gustave Arthur Poujade 1895. Palaeomystis mabillaria ingår i släktet Palaeomystis och familjen mätare. Inga underarter finns listade i Catalogue of Life.